# Plouvien
 Plouvien  (igual escritura en bretón, pero diferente pronunciación ) es una población y comuna francesa, situada en la región de Bretaña, departamento de Finisterre, en el distrito de Brest y cantón de Plabennec.

## Demografía
| 2247 | 2291 | 2431 | 2779 | 2886 | 3187 |
| Para los censos de 1962 a 1999 la población legal corresponde a la población sin duplicidades (Fuente: INSEE [Consultar]) |      |      |      |      |      |